# Fabylon
Fabylon ist ein deutscher Verlag mit Sitz in Markt Rettenbach, der im Oktober 1987 in München vom Verlegerehepaar Uschi Zietsch-Jambor und Gerald Jambor in Form einer GbR als Uschi Zietsch-Jambor und Gerald Jambor GbR mit dem Zusatz Fabylon bzw. Fabylon-Verlag gegründet wurde. In ihm werden hauptsächlich Romane und Anthologien aus den Bereichen Science Fiction und Fantasy mit allen Untergenres, sowie Kinder- und Jugendbücher jeweils als Printmedien, E-Books und Hörbücher verlegt. Bis zum Jahre 2017 wurden über 180 Romane und E-Books veröffentlicht.

## Geschichte

### Gründung
Nach seiner Gründung 1987 startete der Verlag Fabylon 1988 sein Programm mit zwei aufwändig gestalteten, illustrierten Paperbacks:
- Der Traum der Wintersonne von Uschi Zietsch
- New York ist himmlisch von Norbert Stöbe

Beide Romane errangen 1989 Platzierungen beim Kurd-Laßwitz-Preis. New York ist himmlisch erhielt Platz 1 und Der Traum der Wintersonne Platz 3 in der Rubrik Bester deutscher SF-Roman. Diese Platzierungen und eine zeitnahe Rezension zu Der Traum der Wintersonne in dem Frauenmagazin BRIGITTE führten dazu, dass sich der Kleinverlag sehr bald in einem von Großverlagen dominierten Markt für phantastische Literatur etablieren konnte.
Zwischen 2007 und 2010 verlegte Fabylon die 12-bändige Science-Fantasy-Serie SunQuest unter der Federführung von Uschi Zietsch.
Jeder Band wurde von je zwei Autoren verfasst. Neben zahlreichen Erstveröffentlichungen durch Jungautoren (z. B. Dennis Mathiak, Laura Flöter, Alex Nofftz) konnten auch erfahrene Autoren wie Ernst Vlcek, Uwe Anton oder Hubert Haensel für eine Mitarbeit bei SunQuest gewonnen werden.

### Erweiterungen 2011 und 2014
2011 vergrößerte Fabylon sein Programm durch die Übernahme und Erweiterung der von Alisha Bionda herausgegebenen Reihen Ars Amoris, Ars Litterae, Meisterdetektive, SteamPunk und Seven Fancy. Außerdem kam 2011 der Bereich der E-Books mit dem Label fabEbooks hinzu, von denen seit Ende 2012 einige der Veröffentlichungen nahezu durchgehend in den Bestsellerlisten zu finden sind.
Fabylon wurde nach 27 Jahren des Bestehens im Jahr 2014 grundsätzlich reorganisiert und neu strukturiert. Das Logo wurde neu gestaltet, der Onlineshop wurde neu eingerichtet. Das Verlagsprogramm wird seitdem erheblich erweitert durch eine intensive Kooperation mit literarischen Partnern. Da die zunehmende Digitalisierung des Buchmarktes für alle Beteiligten neue Herausforderungen stellt, bietet Fabylon auch eine Edition (unter der Bezeichnung Rundum-Autorenservice) für Selfpublisher und Schreibanfänger an einschließlich einer Vorbereitung auf die Satzfahne für Autoren.
2014 erweiterte sich das Programm um den Bereich des Hörbuchs mit dem Label fabAudio, 2015 kam das Label fabyKids dazu. 2016 wurde das Programm mit der Reihe Vampir ergänzt:. Auch für das Jubiläumsjahr 2017 ist der Start mindestens einer neuen Reihe geplant.

## Programm
Im Laufe der drei Jahrzehnte seines Bestehens entwickelte sich der Verlag von einem Herausgeber einzelner Romane des Bereichs Science Fiction zu einem Anbieter unterschiedlicher Genres und verschiedener Publikationsformen. Dabei passte sich der Verlag auch den jeweiligen Strömungen der Literatur an. Aktuell werden insbesondere die Genres Fantasy und Science Fiction bedient.